# Ghiacciaio Mawson
Il ghiacciaio Mawson è un ghiacciaio lungo circa 70 km situato nella regione centrale della Dipendenza di Ross, in Antartide. Il ghiacciaio, il cui punto più alto si trova a circa 1600 m s.l.m., si trova in particolare a nord della dorsale Convoy, appena al di fuori dell'area identificata come valli secche di McMurdo, dove fluisce verso est partendo dall'Altopiano Antartico e scorrendo a nord della dorsale Kirkwood fino a entrare nel mare di Ross, tra punta Bruce, a nord, e capo Day, a sud, poco a sud del ghiacciaio Marin, dando origine anche alla lingua glaciale Nordenskjöld, lunga circa 27 km.

## Storia
Il ghiacciaio Mawson è stato mappato dai membri della spedizione Nimrod, condotta dal 1907 al 1909 e comandata da Ernest Shackleton, e così battezzato in onore di Douglas Mawson, un geologo facente parte della spedizione che poi comandò la Spedizione Aurora, svolta dal 1911 al 1914, e la Spedizione BANZARE, svolta dal 1929 al 1931.